# 수퍼맘
《수퍼맘》은 2009년에 스토리온에서 개국 3주년을 기념하여 방송된 텔레비전 프로그램이다.